# 同心護港
同心護港（どうしんごこう）は、「愛の家族（繁体字中国語: 愛國愛家）」の精神を継承し、香港特別行政区政府の政策を支援することを香港市民に伝えることを主張する香港の建制派（いわゆる親中派）の民間団体である。中国香港同心護港総会（ちゅうごくほんこんどうしんごこうそうかい、繁体字中国語: 中國香港同心護港總會）という名称も用いられている。

## 概要
讓愛興和平占領中環の犯罪者を調査し、香港独立運動の離脱、大学のキャンパスにおける冷酷な発言に反対する抗議デモを行っている。
讓愛興和平占領中環期間中、讓愛興和平占領中環に反対する集会が行われた。讓愛興和平占領中環が開始された後、香港政府が讓愛興和平占領中環の犯罪者を起訴するよう要請した。
日本国政府に対しては、日中戦争で中国に与えたとされる被害に対して謝罪と賠償を要求しており、7月7日の盧溝橋事件や8月15日の終戦の日、9月18日の満洲事変、12月13日の南京事件が当たる日などには「同心護港」を含めた複数の団体による抗議デモが在香港日本国総領事館が入居する交易廣場付近で毎年行われている。記念日以外では福島第一原子力発電所からのALPS処理水の太平洋への排水に関連する抗議デモも行っている。

## 歴史
2017年4月19日、鄭松泰が国旗と区旗を侮辱したことに反発し、立法評議会の議席を削除することを要求した。
2017年7月1日、銅鑼湾でデモ行進を行い、「歌唱祖国」を演奏する途中で行列を作り、香港独立運動に断固として反対し、政府に対し基本法第23条の地方法を施行するよう要求した。
香港では2017年7月、大公報と文匯報を爆破したと主張するオンラインメッセージがあり、同心護港はMTR湾仔駅で抗議デモを行い、選挙委員会に対し、香港独立の人々が立法評議会に立候補することを明示的に拒否するよう要請した。
2017年7月14日、香港高等裁判所付近でメンバー15人が劉暁里、八尾松燕、羅関庄、梁国雄が無効で敗訴したという裁判所の判決を支持した。
2017年9月、香港特別行政区法務庁に対し香港独立運動を取り締まるよう要請するため、香港高等法院付近で抗議デモが行った。
2019年8月13日午後15時頃、同心護港は尖沙咀の海辺にある旗竿地の横にて、逃亡者の犯罪者条例改正の反対運動に抗議するデモを行った。その場で国旗と区旗を掲げ、香港を守るために印刷されたTシャツを着て、香港警察を支援するデモ隊が、人民国歌を歌い、「歌唱祖国」等の愛国的な歌と小さな国旗を通行人に配布した。
2019年11月1日午後、同心護港の30人が湾仔の警察本部に到着し、召集者の曹達明は過去5か月間、逃亡者条例改正運動に反対する抗議者があらゆる場所で妨害活動を行うことができず、国民の個人的および財産的安全を深刻に脅かしていると述べた。昼夜を問わず投稿し、専門家の拘束で厳格に法を施行した。これまでは暴動は多大な貢献をしてきた。また、同時に「警察が人を引っ張って裁判官が人を手放す」という慣行を批判しており、最近の国旗破壊事件を例にとれば、裁判官の判決が軽すぎるため、抗議者は反対するだろうと考えたという。逃亡犯の法改正運動は、トラブルで「釈放」されると誤解しており、裁判官が香港の法の精神を維持するために適切かつ公正な裁判を行うことを期待して、偽装した犯罪を助長するようなものだとしている。
2019年12月3日、同心護港のメンバー100人弱が中環の遮打花園にて、アメリカ合衆国当局による「香港人権・民主主義法案」の成立に反対する抗議デモを行った。メンバーは中国の国歌である義勇軍進行曲を歌い、複数のグループに分かれた上で中環の花園道の駐香港米国総領事館に移動し、国旗と区旗を振り、「香港は中国の領土」「中国香港の内政は米国の干渉を許さない」といったシュプレヒコールを上げた。その後、同心護港の数人の代表者は同総領事館の代表者に対し抗議文を提出した。